# Sainte-Marie-de-Vatimesnil
Sainte-Marie-de-Vatimesnil település Franciaországban, Eure megyében. Lakosainak száma 268 fő (2022. január 1.). Sainte-Marie-de-Vatimesnil Étrépagny, Chauvincourt-Provemont, Gamaches-en-Vexin, Villers-en-Vexin, Mouflaines, Richeville és Hacqueville községekkel határos.

## Népesség
A település népessége az elmúlt években az alábbi módon változott:
| Lakosok száma | 211  | 194  | 204  | 245  | 253  | 257  | 269  | 280  | 280  | 268  |
|               | 1968 | 1982 | 1990 | 2006 | 2013 | 2015 | 2017 | 2019 | 2020 | 2022 |